# Luciano Violante
Luciano Violante (ur. 25 września 1941 w Dire Daua) – włoski polityk, prawnik, działacz komunistyczny, w latach 1996–2001 przewodniczący Izby Deputowanych.

## Życiorys
Urodził się w Etiopii, w rodzinie włoskiego dziennikarza komunistycznego, zmuszonego do emigracji przez faszystowskie władze.
Ukończył studia prawnicze na Uniwersytecie w Bari, po których rozpoczął karierę naukową. W 1970 został profesorem prawa publicznego na Uniwersytecie Turyńskim. Później objął stanowisko profesora na Uniwersytecie w Camerino. W latach 70. pracował też w organach śledczych, był również zatrudniony w biurze prawnym w Ministerstwie Sprawiedliwości. Opublikował szereg książek o tematyczne prawniczej, a także dwa wywiady rzeki poświęcone mafii (La mafia dell'eroina z 1987 oraz I corleonesi z 1993).
W 1979 wstąpił do Włoskiej Partii Komunistycznej. W tym samym roku po raz pierwszy uzyskał mandat do Izby Deputowanych. W niższej izbie parlamentu zasiadał nieprzerwanie przez blisko 30 lat (do 2008), jako poseł VIII, IX, X, XI, XII, XIII, XIV i XV kadencji.
Po rozpadzie PCI, na początku lat 90. dołączył do Demokratycznej Partii Lewicy. Przez lata wchodził w skład parlamentarnej komisji antymafijnej, przewodnicząc jej od 1992 do 1994.
Od 10 maja 1996 do 29 maja 2001 sprawował urząd przewodniczącego Izby Deputowanych w okresie XIII kadencji. Następnie kierował frakcją parlamentarną Demokratów Lewicy. Mandat poselski uzyskał także na skutek wyborów w 2006. W 2007 przystąpił do Partii Demokratycznej. W 2008 zrezygnował z ubiegania się o reelekcję.

## Odznaczenia
- Krzyż Wielki Orderu Zasługi RP – 1997, Polska[1]